# ГЕС Ялі
ГЕС Ялі — гідроелектростанція у центральній частині В'єтнаму. Розміщена між ГЕС Plei Krong (вище за течією) і ГЕС Сесан 3. Входить до складу каскаду у сточищі річки Сесан, яка вже на території Камбоджі зливається з Секонгом і невдовзі впадає ліворуч до Меконгу.
У межах проєкту річку перекрили кам'яно-накидною греблею із глиняним ядром висотою 69 метрів, довжиною 1190 метрів та товщиною від 10 (по гребеню) до 340 (по основі) метрів. Вона утримує водосховище з площею поверхні 64 км2 та об'ємом 1037 млн м3 (корисний об'єм 779 млн м3), в якому припустиме коливання рівня поверхні в операційному режимі між позначками 490 та 515 метрів НРМ.
Зі сховища через правобережжя річки прокладено два дериваційні тунелі довжиною по 3,8 км, які виводять до підземного машинного залу розмірами 118 × 21 метр при висоті 56 метрів. Тут встановлено чотири турбіни типу Френсіс потужністю по 180 МВт, які при напорі у 190 метрів забезпечують виробництво 3,68 млрд кВт·год електроенергії на рік.
Видача продукції відбувається по ЛЕП, розрахованій на роботу під напругою 500 кВ.
Під час спорудження комплексу здійснили земляні роботи в об'ємі 18,2 млн м3 та використали 730 тис. м3 бетону.